# Griselda Pollock
Pour les articles homonymes, voir Pollock.
Griselda Pollock, née le 11 mars 1949 en Afrique du Sud, est une critique d'art et de culture moderne et contemporaine, et professeur en histoire de l'art et de études culturelles à l'Université de Leeds.
Théoricienne post-moderne, spécialiste de l'avant-garde et de Van Gogh, son objectif est de créer des liens entre l'Histoire de l'art académique, l'art moderne, l'art contemporain, le féminisme et la critique contemporaine de l'art et de la culture. Pollock est spécialiste de la théorie psychanalytique française, et elle est très connue pour son travail sur les artistes Jean-François Millet, Mary Cassatt, Eva Hesse et Charlotte Salomon. Elle a notamment déchiffré dans les œuvres artistiques ce que les codes dominants occultent. Mobilisant l’histoire, la sociologie, la sémiotique et la psychanalyse, elle a interrogé les discours sur l'histoire de l'art d'un point de vue féministe.

## Biographie
Elle est née à Bloemfontein, en Afrique du Sud, d'Alan Winton Seton Pollock et de Kathleen Alexandra (née Sinclair). Elle déménage en Grande-Bretagne pendant son adolescence. Elle  étudie l'histoire moderne à l'université d'Oxford, de 1967 à 1970, puis l'histoire de l'art européen à l'institut Courtauld, jusqu'en 1972. Elle obtient ensuite un doctorat en 1980 avec une thèse sur les notions de modernité chez Vincent van Gogh.
Son essai de 1981 (en collaboration avec Rozsika Parker), Old Mistresses : Women, Art and Ideology (les « vieilles maîtresses », par référence aux « vieux maîtres » de l’art occidental), est particulièrement remarqué : il interroge la partialité sur les genres des histoires de l'art,. Convoquant l’histoire, la sociologie, et la sémiotique, elle utilise également la psychanalyse, comme dans son ouvrage Psychoanalysis and the Image, publié en 2006.
Après avoir enseigné aux universités de Reading et de Manchester, Griselda Pollock rejoint l'université de Leeds en 1977 en tant que maître de conférences en histoire de l'art et du cinéma et a été nommée titulaire d'une chaire personnelle en histoires sociales et critiques de l'art en 1990. Puis elle devient en 2001, directrice du Centre d'analyse, de théorie et d'histoire de la culture de l'université de Leeds.
Griselda Pollock est aussi lauréate du prix Holberg 2020 «pour ses contributions révolutionnaires à l'histoire de l'art féministe et aux études culturelles».

## Publications

### Ouvrages
- Millet, London Oresko Books, 1977.
- (& Fred Orton) Vincent van Gogh: Artist of his Time, Phaidon Press, Oxford, 1978; US-edition: E. P. Dutton   (ISBN 0714818836)

edited and re-published in: Orton & Pollock 1996, pp. 3-51
- (& Fred Orton) Les Données Bretonnantes: La Prairie de Représentation, in: Art History III/3, 1980, pp. 314-344

re-published in: Orton & Pollock 1996, pp. 53-88
- Mary Cassatt,  London Jupiter Books, 1980
- Artists mythologies and media genius, madness and art history, in: Screen XXI/3, 1980, pp. 57-96
- Vincent van Gogh in zijn Hollandse jaren: Kijk op stad en land door Van Gogh en zijn tijdgenoten 1870-1890, exh. cat. Amsterdam, Rijksmuseum Vincent van Gogh, 1980/1981 (no ISBN)
- Old Mistresses; Women, Art and Ideology, London Routledge & Kegan (Griselda Pollock with Rozsika Parker), 1981.
- (& Fred Orton) Cloisonism?, in: Art History V/3, 1982, pp. 341-348

re-published in: Orton & Pollock 1996, pp. 115-124
- The Journals of Marie Bashkirtseff, London Virago (newly introduced with Rozsika Parker), 1985.
- Framing Feminism: Art & the Women’ s Movement 1970-85, (Griselda Pollock with Rozsika Parker) 1987.
- Vision and Difference: Femininity, Feminism, and Histories of Art, London  Routledge and New York Methuen, 1987.
- Agency and the Avant-Garde: Studies in Authorship and History by Way of Van Gogh, in Block 1989/15, pp. 5-15

re-published in: Orton & Pollock 1996, pp. 315-342
- Dealing with Degas: Representations of Women and the Politics of Vision (codirigé avec Richard Kendall). London Pandora Books, 1992, (now Rivers Oram Press, London.
- Avant-Garde Gambits: Gender and the Colour of Art History, London Thames and Hudson, 1993.
- Trouble in the Archives. Special Issue Differences  vol. 4 no. 3, 1992.
- Generations and Geographies: Critical Theories and Critical Practices  in Feminism and the Visual Arts, ed. Routledge, 1996.  (ISBN 0-415-14128-1)
- (& Fred Orton) Avant-Gardes and Partisans Reviewed, Manchester University Press, 1996   (ISBN 0719043980)
- The Ambivalence of Pleasure, Getty Art History Oral Documentation Project, interview by Richard Cándida Smith, Getty Research Institute, 1997.
- Mary Cassatt Painter of Modern Women, London Thames & Hudson: World of Art, 1998.
- On not seeing Provence: Van Gogh and the landscape of consolation, 1888-1889, in: Framing France: The representation of landscape in France, 1870-1914, ed. Richard Thomson, Manchester University Press 1998, pp. 81-118   (ISBN 0719049350)
- Aesthetics. Politics. Ethics Julia Kristeva 1966-96,  Special Issue Guest Edited  parallax, no. 8, 1998.
- Differencing the Canon: Feminism and the Histories of Art, London, Routledge, 1999.
- Looking  Back to the Future: Essays by Griselda Pollock from the 1990s, New York, G&B New Arts, introduced by Penny Florence, 2000.  (ISBN 90-5701-132-8)
- Work and the Image, 2 vols. Edited By Griselda Pollock with Valerie Mainz, London:Ashgate Press, 2000.
- Vision and Difference: Feminism, Femininity and the Histories of Art, Routledge Classics, 2003.
- Psychoanalysis and the Image. (ed). Boston and Oxford: Blackwell, 2006.   (ISBN 1-4051-3461-5)
- Encountering Eva Hesse, edited by Griselda Pollock with Vanessa Corby, London and Munich: Prestel, 2006.
- Museums after Modernism, edited by Griselda Pollock with Joyce Zemans Boston: Blackwells, 2007.
- Encounters in the Virtual Feminist Museum Time, Space and the Archive, London: Routledge, 2007.  (ISBN 978-0-415-41374-9)

### Ouvrages traduits en français
Les traductions en français des ouvrages de Griselda Pollock restent limitées. Exemples d'éditions en français :
- Jean-François Millet, Casimiro, 2014.
- Mary Cassatt, Casimiro, 2021.

### Articles (sélection)
- Jacqueline Lichtenstein et Griselda Pollock, « Griselda Pollock : Féminisme et histoire de l’art », Perspective. Actualité en histoire de l’art, no 4,‎ 2007, p. 568–584 (ISSN 1777-7852, DOI 10.4000/perspective.3564, lire en ligne).